# Reggentörlturm
Le Reggentörlturm est une montagne qui s’élève à 3 176 m d’altitude dans les Hohe Tauern, en Autriche.